# Oreichthys
Oreichthys är ett släkte av fiskar. Oreichthys ingår i familjen karpfiskar.
Kladogram enligt Catalogue of Life:
| Oreichthys | \| \| Oreichthys cosuatis \| \| \| \| \| \| Oreichthys crenuchoides \| \| \| \| \| \| Oreichthys parvus \| \| \| \| |
|            | \| \| Oreichthys cosuatis \| \| \| \| \| \| Oreichthys crenuchoides \| \| \| \| \| \| Oreichthys parvus \| \| \| \| |
|            | Oreichthys cosuatis                                                                                                 |
|            | |
|            | Oreichthys crenuchoides                                                                                             |
|            | |
|            | Oreichthys parvus                                                                                                   |
|            | |